# سرامیک‌های فوق دما بالا

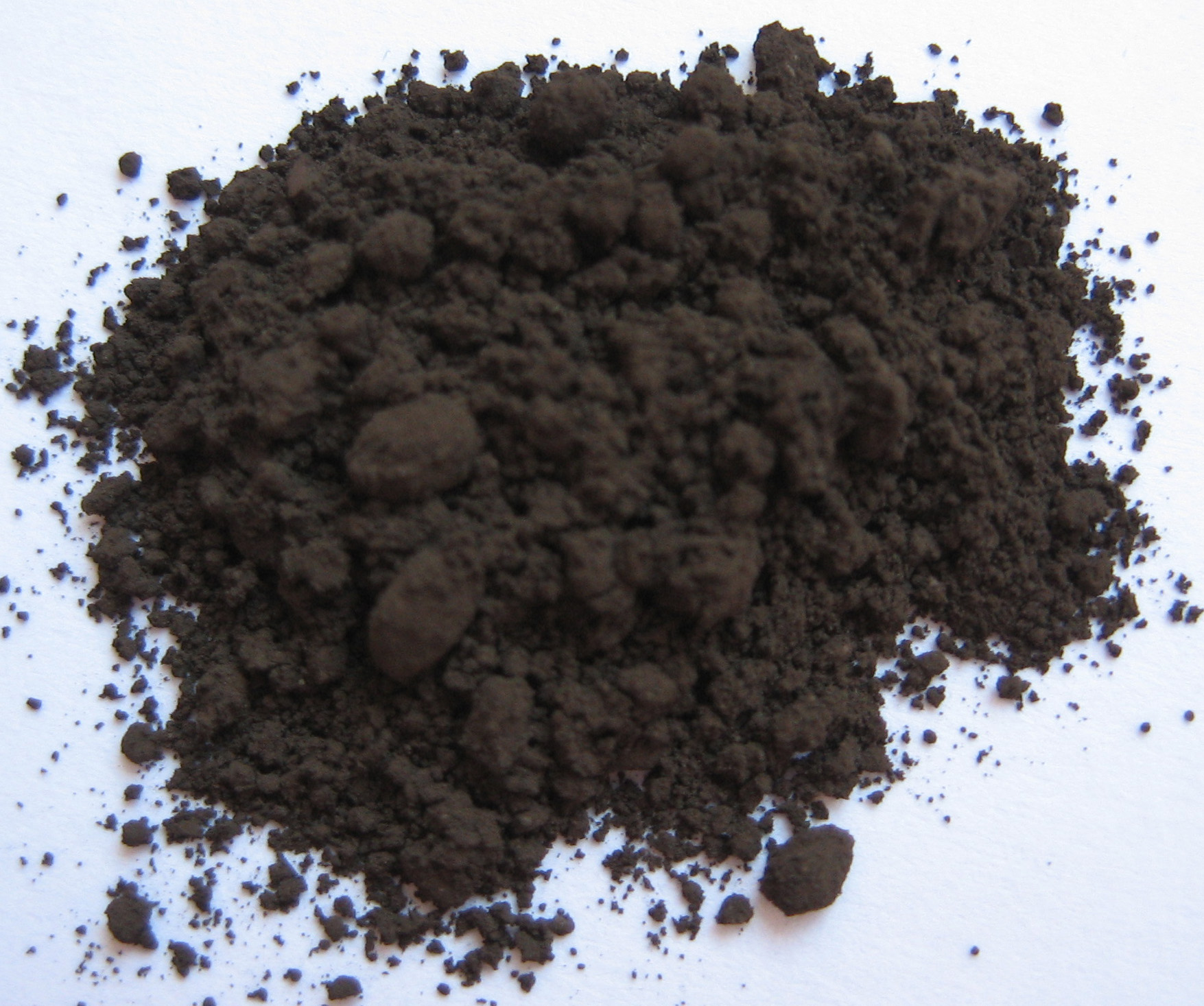
عکس1-تیتانیوم کاربید

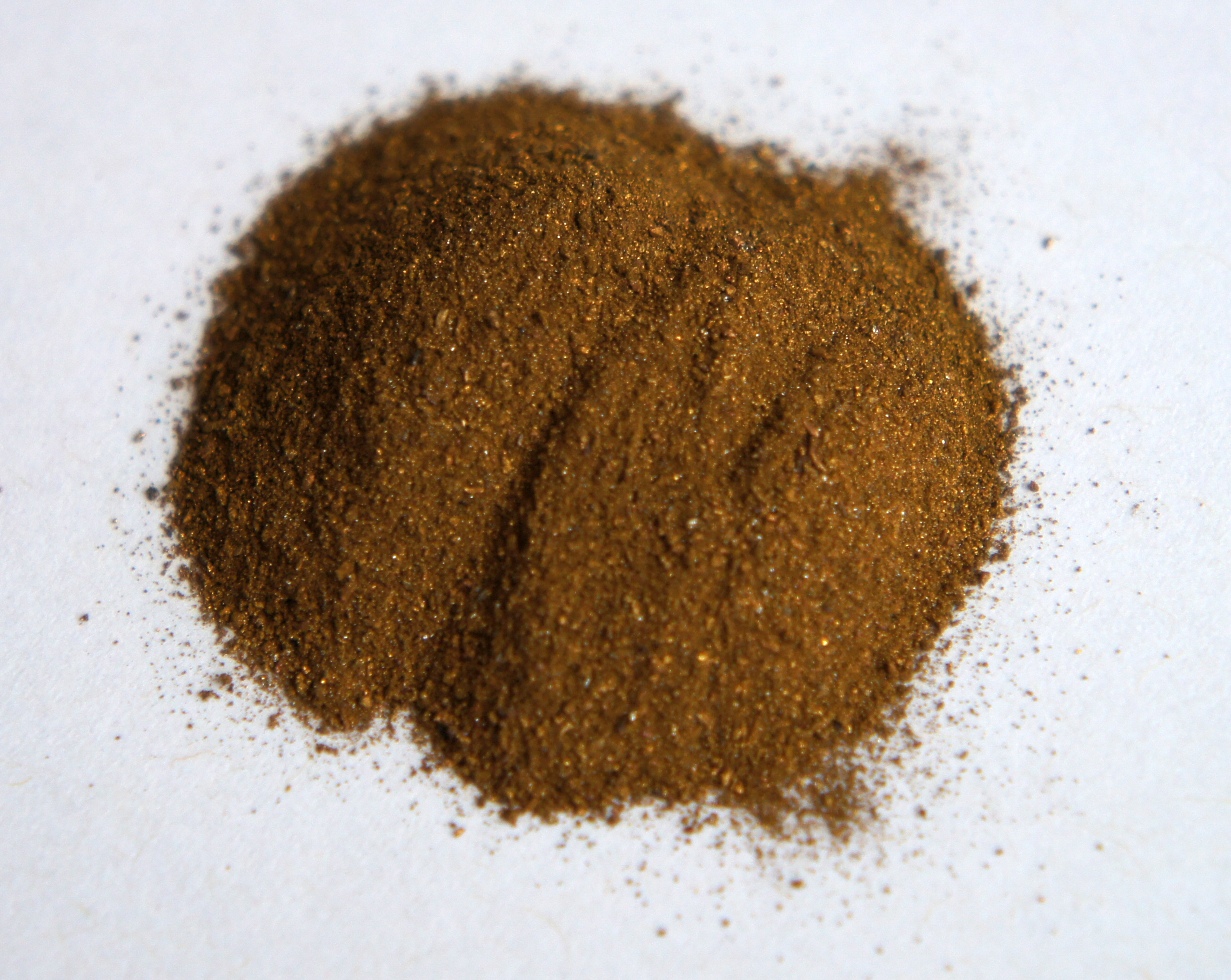
عکس2 - تیتانیوم نیترید

سرامیک‌های فوق دما بالا(به انگلیسی: Ultera high temperatior ceramics ، به اختصار UHTC) دسته‌ای از سرامیکهای نسوز هستند که پایداری بسیار خوبی را در دمای بالاتر از 2000 درجه سانتیگراد ارائه می دهند که به عنوان مواد سیستم حفاظت حرارتی (TPS)، پوششی برای مواد تحت درجه حرارت بالا و به عنوان مواد عمده برای عناصر گرمایشی استفاده می‌شوند. به طور کلی، سرامیک‌های فوق دما بالا، بوریدها، کاربیدها، نیتریدها و اکسیدهای فلزات واسطه اولیه هستند. تلاش‌های فعلی بر روی بوریدهای فلزات واسطه سنگین مانند هافنیوم دی‌بورید (HfB2) و زیرکونیوم دی‌بورید (ZrB2) متمرکز شده‌است. این سرامیک‌ها شامل نیترید هافنیوم (HfN)، نیترید زیرکونیوم (ZrN)، کاربید تیتانیوم (TiC)(عکس1)، نیترید تیتانیوم (TiN)(عکس2)، دی اکسید توریم (ThO2)، کاربید تانتال (TaC) و ترکیبات مرتبط با آنها است.

## تاریخچه

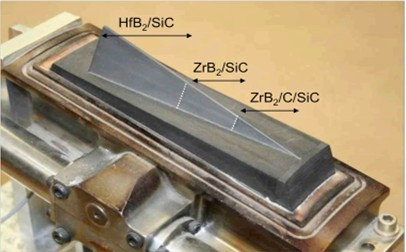
یک سرامیک فوق دما بالا که از سه جز متفاوت تشکیل شده است.[11

از اوایل دهه 1960، تقاضا برای مواد دما بالا توسط صنعت هوافضای در حال رشد، آزمایشگاه مواد نیروی هوایی را بر آن داشت تا بودجه تولید دسته جدیدی از مواد را تامین کند که بتوانند در محیط وسایل نقلیه فراصوت مانند Dyna-soar و شاتل فضایی دوام بیاورند. از طریق یک بررسی سیستماتیک از خواص نسوز سرامیک‌های دودویی، آنها دریافتند که بوریدها، کاربیدها و نیتریدهای فلزی به طور شگفت آوری دارای هدایت حرارتی بالا، مقاومت در برابر اکسیداسیون و مقاومت مکانیکی معقول در هنگام استفاده از  دانه‌های کوچک، هستند. البته در میان کامپوزیت ها، ZrBr2 و HfB2 که شامل تقریباً 20 درصد حجمی SiC هستند، عملکرد بهتری دارند. تحقیقات درباره سرامیک‌های فوق دما بالا به دلیل اتمام مأموریت‌های شاتل فضایی و حذف توسعه هواپیمای فضایی نیروی هوایی در اواسط قرن، عمدتاً رها شد. با این حال سه دهه بعد، با توجه به برنامه‌های دهه 1990 ناسا، با هدف توسعه یک هواپیمای فضایی فراصوت کاملاً قابل استفاده مجدد مانند هواپیمای ملی هوافضا، Venturestar / X-33، بوئینگ X-37، و برنامه Blackstar نیروی هوایی، علاقه به تحقیق مجدداً ایجاد شد. تحقیقات جدید درباره سرامیک های فوق دما بالا (UHTC) با هدایت ناسا انجام شد و تحقیقات در این مرکز از طریق بودجه برنامه بنیاد هوانوردی بنیادین ناسا، تاکنون ادامه یافت. سرامیک های فوق دما بالا همچنین شاهد استفاده گسترده ای در محیط های مختلف، از مهندسی هسته‌ای تا تولید آلومینیوم بودند. به منظور آزمایش عملکرد واقعی سرامیک‌های فوق دما بالا در محیط ورود مجدد، ناسا ایمز در سال 1997 و 2000 دو آزمایش پرواز انجام داد.  

## خواص فیزیکی
بیشتر تحقیقات انجام شده در دو دهه گذشته متمرکز بر بهبود عملکرد دو ترکیب امیدوار کننده ZrB2 و HfB2 بوده که توسط Manlabs توسعه یافته اند، اگرچه کار قابل توجهی در توصیف نیتریدها، اکسیدها و کاربیدهای عناصر گروه چهار و پنج ادامه داشته است. در مقایسه با کاربیدها و نیتریدها، دیبوریدها رسانایی گرمایی بالاتری دارند اما نقاط ذوب کمتری دارند، معامله‌ای که به آن‌ها مقاومت در برابر شوک حرارتی خوبی می بخشد و آن‌ها را برای بسیاری از کاربردهای حرارتی در دمای بالا ایده‌آل می کند. با وجود نقاط ذوب بالای سرامیک‌های فوق دما بالای خالص، به دلیل حساسیت زیاد به اکسیداسیون در دمای بالا، برای بسیاری از کاربردهای نسوز نامناسب هستند.

### ساختار
همه سرامیک‌های فوق دما بالا پیوند کووالانسی قوی از خود نشان می‌دهند که به آن‌ها ثبات ساختاری در دماهای بالا می بخشد. کاربیدهای فلزی به دلیل پیوندهای محکمی که بین اتم های کربن وجود دارد، شکننده هستند. بزرگترین دسته کاربیدها از جمله کاربیدهای Hf ،Zr ،Ti و Ta به دلیل شبکه‌های کووالانسی کربن دارای نقطه ذوب بالایی هستند، اگرچه حفرات کربن اغلب در این مواد وجود دارد. در واقع، HfC یکی از بالاترین نقاط ذوب را در بین مواد دارد. نیتریدهایی مانند ZrN و HfN  به صورت مشابه پیوندهای کووالانسی قوی دارند اما خاصیت نسوز آن‌ها ساخت و پردازش آن‌ها را دشوار می‌کند. نسبت استوکیومتری نیتروژن را می‌توان در این ترکیب‌ها  بر اساس روش‌های ترکیبی مورد استفاده، متنوع کرد. بوریدهای سرامیکی مانند HfB2 و ZrB2 از پیوند بسیار قوی بین اتم‌های بور و همچنین پیوندهای قوی فلز به بور سود می‌برند. ساختار شش ضلعی فشرده با ورق های متناوب دو بعدی فلز و بور، به این مواد مقاومت بالا اما ناهمسان در حالت تک کریستال می‌دهد. بوریدها رسانایی حرارتی بالا (در حدود 75 تا 105 W/mK) و ضرایب انبساط حرارتی کم و مقاومت در برابر اکسیداسیون پیشرفته را در مقایسه با سایر انواع سرامیک‌های فوق دما بالا نشان می‌دهند.

### خواص ترمودینامیکی
در مقایسه با سرامیک‌های پایه کاربید و نیترید، سرامیک‌های فوق دما بالای پایه دی‌برید رسانایی گرمایی بالاتری دارند. مقاومت در برابر شوک حرارتی HfB2 و ZrB2 توسط ManLabs بررسی شد و مشخص شد که این مواد در ضرایب درجه حرارت شکست SiC  شکست نمی‌خورند. در واقع مشخص شد که سیلندرهای توخالی با اعمال درجه حرارت شعاعی ترک نمی‌خوردند بدون اینکه ابتدا سطح داخلی آن‌ها بریده شود. سرامیک‌های فوق دما بالا به طور کلی ضرایب انبساط حرارتی در محدوده k-1 6-10 × 8.3 – 5.9  از خود نشان می‌دهند. ثبات ساختاری و حرارتی ZrB2 و HfB2 از اشغال سطوح پیوندی و ضد پیوندی در ساختارهای شش ضلعی MB2 با ورق‌های شش ضلعی متناوب از اتم‌های فلز و بورید، ناشی می شود. در چنین ساختارهایی، مرزهای اصلی جایگاه‌های الکترونی، اوربیتال‌های پیوندی و ضد پیوندی حاصل از اتصال بین اوربیتالهای بور 2p و اوربیتال‌های فلزی d هستند. شواهد تجربی نشان می‌دهد که در حین حرکت در یک دوره فلزات واسطه، آنتالپی تشکیل سرامیک MB2 افزایش می یابد و  در Ti ،Zr و Hf به اوج می‌رسد. در نتیجه، آنتالپی تشکیل چندین سرامیک فوق دما بالای مهم به شرح زیر است:
HfB2> TiB2> ZrB2> TaB2> NbB2> VB2

### ویژگی‌های مکانیکی
این که سرامیک‌های فوق دما بالا می‌توانند مقاومت و سختی خمش بالا را در دمای بالا (بالای 2000 درجه سانتیگراد) حفظ کنند از اهمیت فوق العاده‌ای برخوردار است. سرامیک‌های فوق دما بالا به دلیل پیوندهای کووالانسی قوی موجود در این مواد، به طور کلی سختی بالای 20 گیگاپاسکال از خود نشان می دهند. با این حال روشهای مختلف پردازش سرامیک‌های فوق دما بالا می‌تواند منجر به تغییرات زیادی در مقادیر سختی شود. سرامیک‌های فوق دما بالا دارای مقاومت خمشی بالای 200 مگاپاسکال در دمای 1800 درجه سانتیگراد و سرامیک‌های فوق دما بالا با ذرات ریزدانه دارای مقاومت خمشی بالاتری نسبت به همان نوع با دانه درشت هستند. نشان داده شده است که سرامیک های دی‌بورید ترکیب شده با سیلیسیم کاربید (SIC) به عنوان کامپوزیت، نسبت به دی‌بوریدهای خالص افزایش مقاومت در برابر شکستگی (افزایش 20٪ به 4.33  MPam1/2) دارند. این به دلیل تراکم مواد و کاهش اندازه دانه در هنگام پردازش است.

### خواص شیمیایی
در حالی که سرامیک‌های فوق دما بالا دارای خواص حرارتی و مکانیکی مطلوبی هستند، در دمای بالا حساس به اکسیداسیون هستند. اجزای فلزات به گازهایی مانند CO2 یا NO2  اکسید می‌شوند که در دماهای بالا به سرعت از دست می‌روند و این در حالی است که سرامیک های فوق دما بالا در این دماها بیشترین کاربرد را دارند. برای مثال، بور به راحتی اکسید می شود و به B2O3 تبدیل می شود که در دمای 490 درجه سانتیگراد به مایع تبدیل می‌شود و دمای بالای 1100 درجه سانتی گراد بخار می‌شود. علاوه بر این ، شکنندگی این مواد آن‌ها را به مواد مهندسی ضعیفی تبدیل می‌کند. هدف تحقیقات فعلی افزایش سختی و مقاومت در برابر اکسیداسیون به‌ویسله کاوش درباره کامپوزیت‌هایی با سیلیسیم کاربید، ترکیب الیاف و افزودن هگزابوریدهای خاکی کمیاب مانند هگزابورید لانتانیم (LaB6) است. مشخص شده است که مقاومت اکسیداتیو HfB2 و ZrB2 با افزودن 30 درصد وزنی سیلیسیم کاربید و به دلیل تشکیل یک لایه محافظ سطح شیشه‌ای بر اثر اعمال دمای بیش از 1000 درجه سانتیگراد به همراه SiO2، بسیار افزایش می یابد.